# Umm al Samim
Umm al Samim (arabiska, giftets moder) är ett stort saltöken- och kvicksandsområde i Oman i östra kanten av öknen Rub al-Khali.
Kvicksanden orsakas av att vatten från de ”wadier” som i öster avvattnar Arabiska halvöns platå mot havet, blandas med sand och bildar vattensjuka områden.
Enligt Wilfred Thesiger som i slutet av 1940-talet var en av de första européerna som  genomkorsade området, försvann en hel flock getter i kvicksanden. Området har endast gles vegetation och är trots moderna fordon nästan omöjligt att tränga igenom.